# Пам'ятки культурної спадщини Скалатської громади
У статті наведений перелік об'єктів культурної спадщини Скалатської громади Тернопільського району Тернопільської области України.

## Пам'ятки археології
| №  | Назва                           | Дата | Адреса | Охоронний номер | Документ про взяття на облік                                                    |
| -- | ------------------------------- | --- | --- | --------------- | ------------------------------------------------------------------------------- |
| 1  | Поселення Городниця І           | черняхівська культура (ІІІ- IV ст. н. е.) | с. Городниця, лівий берег ставка, на північний схід від села                                                                                  | 2701            | Наказ управління культури обласної державної адміністрації від 18.10.2005 № 112 |
| 2  | Поселення Городниця ІІ          | черняхівська культура (ІІІ- IV ст. н. е.), епоха бронзи – ранньозалізний час (ІІ – І тис. до н. е.)                                                                                                   | с. Городниця, північно-східні околиці села, південні схили р. Сновида                                                                         | 1730            | Наказ управління культури обласної державної адміністрації від 27.01.2010 № 16  |
| 3  | Поселення Городниця ІІІ         | черняхівська культура (ІІ – IV ст.) | с. Городниця, східні околиці села, на схилах невеликої балки, урочище «Біля Музикової скали»                                                  | 1764            | Наказ управління культури обласної державної адміністрації від 24.03.2011 № 36  |
| 4  | Поселення Колодіївка І          | черняхівська культура (ІІІ- IV ст. н. е.) | с. Колодіївка, урочище “Стара Колодіївка”, по обидва береги струмка                                                                           | 2706            | Наказ управління культури обласної державної адміністрації від 18.10.2005 № 112 |
| 5  | Поселення Колодіївка ІІ         | черняхівська культура (ІІІ- IV ст. н. е.) | с. Колодіївка, урочище “За Бацівськими городами”, лівий берег потічка                                                                         | 2707            | Наказ управління культури обласної державної адміністрації від 18.10.2005 № 112 |
| 6  | Поселення Остап’є І             | культура Ноа (ХІІІ – Х ст. до н. е.), західно-подільська група скіфського часу (ІІ пол. VII – V (можливо IV) ст. до н. е.), черняхівська культура (ІІІ- IV ст. н. е.), давньоруський час (Х-ХІІІ ст.) | с. Остап'є, 2 км на захід від села, південний схил мису, утвореному лівим берегом р. Гнила Рудка і правим берегом струмка, що тече через село | 1263            | Наказ управління культури обласної державної адміністрації від 27.01.2010 № 16  |
| 7  | Поселення Остап’є ІІ            | черняхівська культура (ІІІ- IV ст. н. е.), давньоруський час (Х-ХІІІ ст.) | с. Остап'є, східні околиці села, північно-західний берег ставу                                                                                | 1264            | Наказ управління культури обласної державної адміністрації від 27.01.2010 № 16  |
| 8  | Могильник курганний Остап'є ІІІ | підкарпатська культура шнурової кераміки (ХІХ – XVI ст. до. н. е.), культура багатовалико-вої кераміки (кінець XVII – початок XV ст. до н. е.)                                                        | с. Остап'є, урочище Поляна | 2713            | Рішення виконкому Тернопільської обласної ради від 14.07.1989 № 162             |
| 9  | Поселення Остап'є IV            | черняхівська культура (ІІ – IV ст.) | с. Остап'є, урочище Малинник, під лісом на горбі                                                                                              | 1765            | Наказ управління культури обласної державної адміністрації від 24.03.2011 № 36  |
| 10 | Поселення Панасівка І           | черняхівська культура (ІІІ- IV ст. н. е.) | с. Панасівка, західна околиця села, лівий берег струмка                                                                                       | 1716            | Наказ управління культури обласної державної адміністрації від 18.10.2005 № 112 |
| 11 | Поселення Панасівка ІІ          | черняхівська культура (ІІІ- IV ст. н. е.) | с. Панасівка, урочище “Руда”, лівий берег струмка                                                                                             | 2717            | Наказ управління культури обласної державної адміністрації від 18.10.2005 № 112 |
| 12 | Поселення Панасівка ІІІ         | черняхівська культура (ІІІ- IV ст. н. е.), давньоруський час (Х-ХІІІ ст.) | с. Панасівка, на захід від села, на мисі, утвореному двома струмками                                                                          | 2718            | Наказ управління культури обласної державної адміністрації від 18.10.2005 № 112 |
| 13 | Поселення Панасівка IV          | черняхівська культура (ІІІ- IV ст. н. е.), давньоруський час (Х-ХІІІ ст.) | с. Панасівка, за 2,5 км на захід від села, правий берег струмка                                                                               | 2715            | Наказ управління культури обласної державної адміністрації від 18.10.2005 № 112 |
| 14 | Поселення Старий Скалат І       | черняхівська культура (ІІІ- IV ст. н. е.) давньоруська культура (ХІІ – ХІІІ ст.) | с. Старий Скалат, 2 км на захід від села, біля підніжжя г. Товтри, на лівому і правому берегах ставків                                        | 1315            | Наказ управління культури обласної державної адміністрації від 27.01.2010 № 16  |

## Пам'ятки архітектури
| №   | Назва                                                | Дата           | Адреса                         | Охоронний номер | Документ про взяття на облік                                |
| --- | ---------------------------------------------------- | -------------- | ------------------------------ | --------------- | ----------------------------------------------------------- |
| 1.  | Замок (мур.)                                         | 1630 р.        | м. Скалат                      | 67              | постанова Ради Міністрів УРСР від 24 серпня 1963 р. № 970   |
| 2.  | Преображенська церква (мур.)                         | 1872 р.        | м. Скалат вул. Грушевського    | 1688            | рішення Тернопільського облвиконкому від 31.03.1992 р. № 30 |
| 3.  | Житловий будинок (мур.)                              | кінець ХІХ ст. | м. Скалатвул. Грушевського, 21 | 1703            | рішення Тернопільського облвиконкому від 31.03.1992 р. № 30 |
| 4.  | Житловий будинок (мур.)                              | кінець ХІХ ст. | м. Скалат вул. Грушевського, 3 | 1699            | рішення Тернопільського облвиконкому від 31.03.1992 р. № 30 |
| 5.  | Житловий будинок (мур.)                              | кінець ХІХ ст. | м. Скалат вул. Грушевського, 4 | 1700            | рішення Тернопільського облвиконкому від 31.03.1992 р. № 30 |
| 6.  | Житловий будинок (мур.)                              | кінець ХІХ ст. | м. Скалатвул. Грушевського, 5  | 1701            | рішення Тернопільського облвиконкому від 31.03.1992 р. № 30 |
| 7.  | Житловий будинок (мур.)                              | кінець ХІХ ст. | м. Скалатвул. Грушевського, 7  | 1702            | рішення Тернопільського облвиконкому від 31.03.1992 р. № 30 |
| 8.  | Середня школа (мур.)                                 | початок ХХ ст. | м. Скалат, вул. Л. Курбаса, 19 | 1704            | рішення Тернопільського облвиконкому від 31.03.1992 р. № 30 |
| 9.  | Житловий будинок (мур.)                              | початок ХХ ст. | м. Скалат, вул. Л. Курбаса, 34 | 1705            | рішення Тернопільського облвиконкому від 31.03.1992 р. № 30 |
| 10. | Церква св. Дмитрія (дер.)                            | 1904 р.        | с. Колодіївка                  | 1674            | рішення Тернопільського облвиконкому від 31.03.1992 р. № 30 |
| 11. | Церква св. Луки (мур.)                               | 1946 р.        | с. Магдаліївка                 | 1677            | рішення Тернопільського облвиконкому від 31.03.1992 р. № 30 |
| 12. | Костел та дзвіниця                                   | кінець ХІХ ст. | с. Новосілка                   | 1259            | розпорядження голови ОДА від 04.04.1997 р. №147             |
| 13. | Церква введення в храм Пресвятої Діви Марії          | 1903 р.        | с. Новосілка                   | 1260            | розпорядження голови ОДА від 04.04.1997 р. №147             |
| 14. | Дзвіниця церкви введення в храм Пресвятої Діви Марії | 1903 р.        | с. Новосілка                   | 1261            | розпорядження голови ОДА від 04.04.1997 р. №147             |
| 15. | Охоронка (будинок колишнього інтернату)              | початок ХХст.  | с. Новосілка                   | 1262            | розпорядження голови ОДА від 04.04.1997 р. №147             |
| 16. | Церква Різдва Пресвятої Богородиці(дер.)             | 1723 р.        | с. Новосілка                   | 1264            | розпорядження голови ОДА від 04.04.1997 р. №147             |
| 17. | Дзвіниця церкви Різдва Пресвятої Богородиці(дер.)    | початок ХІХст. | с. Новосілка                   | 1265            | розпорядження голови ОДА від 04.04.1997 р. №147             |
| 18. | Церква Божої Матері(дер.)                            | 1686 р.        | с. Новосілка                   | 1721            | рішення Тернопільського облвиконкому від 31.03.1992 р. № 30 |
| 18. | Церква св.Миколая(мур.)                              | 1886 р.        | с. Новосілка                   | 1723            | рішення Тернопільського облвиконкому від 31.03.1992 р. № 30 |
| 20. | Церква св. Косми і Дем’яна(мур.)                     | 1673 р.        | с. Старий Скалат               | 1690            | рішення Тернопільського облвиконкому від 31.03.1992 р. № 30 |

## Пам'ятки історії
| №  | Назва | Дата             | Адреса | Охоронний номер | Документ про взяття на облік                                                                      |
| -- | --- | ---------------- | --- | --------------- | ------------------------------------------------------------------------------------------------- |
| 1  | Пам’ятний знак на честь скасування панщини (із зображенням скорботного Ісуса)                                                              |                  | м. Скалат, вул. Грушевського, біля УГКЦ Св. Преображення                                                      | 3210            | Наказ управління культури Тернопільської обласної державної адміністрації від 27.01.2010 р. № 16  |
| 2  | Могила Ляєра Алоїза – отамана Української Галицької Армії                                                                                  | 1919 р.          | м. Скалат, вул. Грушевського, центр, біля УГКЦ Св. Преображення                                               | 3209            | Наказ управління культури Тернопільської обласної державної адміністрації від 27.01.2010 р. № 16  |
| 3  | Пам’ятний знак на місці єврейського кладовища та жертвам голокосту (нині стадіон)                                                          |                  | м. Скалат, вул. Курбаса, біля стадіону                                                                        | 1760            | Наказ управління культури Тернопільської обласної державної адміністрації від 18.10.2005 р. № 112 |
| 4  | Братські могили воїнів Радянської армії | 1947 р.          | м. Скалат, проспект Шевченка, напроти школи                                                                   | 504             | Рішення виконкому Тернопільської обласної ради від 22.03.1971 р. № 147                            |
| 5  | Меморіал воїнів Української Повстанської Армії: пам'ятний знак (хрест, таблиці) на честь 50-річчя УПА, місце поховання (приблизно 40 чол.) | 1992 р.          | м. Скалат, ур. "Корпус", колишній цегельний завод, 2-й км дороги Скалат-Городниця. N 49° 25.282' E 26° 0.254' | 1759            | Наказ управління культури Тернопільської обласної державної адміністрації від 18.10.2005 р. № 112 |
| 6  | Могила Стороженка Сергія – поручника Українських Січових Стрільців                                                                         | 1918 р.          | с Колодіївка, вул. Кружляк, кладовище                                                                         | 3207            | Наказ управління культури Тернопільської обласної державної адміністрації від 27.01.2010 р. № 16  |
| 7  | Пам’ятний знак воїнам-землякам, які загинули в роки Другої світової війни                                                                  | 1960 р.          | с. Городниця, вул. Дружба                                                                                     | 756             | Рішення виконкому Тернопільської обласної ради від 22.03.1971 р. № 147                            |
| 8  | Пам’ятний знак воїнам-землякам, які загинули в роки Другої світової війни                                                                  | 1968 р.          | с. Зарубинці, вул. Незалежності                                                                               | 688             | Рішення виконкому Тернопільської обласної ради від 22.03.1971 р. № 147                            |
| 9  | Хрест з костелу у Тернополі, зруйнованого більшовиками                                                                                     |                  | с. Колодіївка, біля входу на кладовище, ліваруч дороги на с. Жеребки                                          | 1736            | Наказ управління культури Тернопільської обласної державної адміністрації від 18.10.2005 р. № 112 |
| 10 | Пам’ятний знак воїнам-землякам, які загинули в роки Другої світової війни                                                                  | 1967 р.          | с. Колодіївка, вул. Задвір-Верхня, біля костелу                                                               | 758             | Рішення виконкому Тернопільської обласної ради від 22.03.1971 р. № 147                            |
| 11 | Пам’ятний знак воїнам-землякам, які загинули в роки Другої світової війни                                                                  | 1966 р.          | с. Криве | 491             | Рішення виконкому Тернопільської обласної ради від 22.03.1971 р. № 147                            |
| 12 | Пам'ятний знак (хрест) «За тверезість» | ХІХ ст.          | с. Магдалівка, біля церкви св. Луки                                                                           | 3208            | Наказ управління культури Тернопільської обласної державної адміністрації від 27.01.2010 р. № 16  |
| 13 | Пам’ятний знак воїнам-землякам, які загинули в роки Другої світової війни                                                                  | 1966 р.          | с. Магдалівка, вул. Грушевського                                                                              | 493             | Рішення виконкому Тернопільської обласної ради від 22.03.1971 р. № 147                            |
| 14 | Пам’ятне місце загибелі партизан-ковпаківців                                                                                               |                  | с. Новосілка, 3,5 км на північ від західної околиці, ур. "Малинник", ліс, квартал 29. 49.474269, 26.024601    | 1743            | Наказ управління культури Тернопільської обласної державної адміністрації від 18.10.2005 р. № 112 |
| 15 | Пам’ятний знак воїнам-землякам, які загинули в роки Другої світової війни                                                                  | 1967 р.          | с. Новосілка, вул. Шевченка, центр, біля школи                                                                | 498             | Рішення виконкому Тернопільської обласної ради від 22.03.1971 р. № 147                            |
| 16 | Братська могила євреїв – жертв німецьких фашистів (приблизно 550 чол.)                                                                     | 1993 р.          | с. Новосілка, ур. "Біля Хімії", 700 м на південь від південних околиць. N49º26.087, Е26º0.159                 | 1742            | Розпорядження Голови Тернопільської обласної державної адміністрації від 26.05.1997 р. № 209      |
| 17 | Пам’ятний знак воїнам-землякам, які загинули в роки Другої світової війни                                                                  | 1966 р.          | с. Остап’є, вул. Горби, центр, біля костелу                                                                   | 499             | Рішення виконкому Тернопільської обласної ради від 22.03.1971 р. № 147                            |
| 18 | Памятний знак (насип курганного типу) воїнам Української Повстанської Армії                                                                | 90 роки ХХ ст.   | с. Остап’є, вул. За Церква                                                                                    | 1744            | Наказ управління культури Тернопільської обласної державної адміністрації від 18.10.2005 р. № 112 |
| 19 | Пам’ятний знак воїнам-землякам, які загинули в роки Другої світової війни                                                                  | 1966 р.          | с. Поділля, центр, біля церкви                                                                                | 501             | Рішення виконкому Тернопільської обласної ради від 22.03.1971 р. № 147                            |
| 20 | Братська могила радянських партизан | 1968 р.          | с. Полупанівка, кладовище                                                                                     | 502             | Рішення виконкому Тернопільської обласної ради від 22.03.1971 р. № 147                            |
| 21 | Будинок, у якому жив актор і режисер Лесь Курбас                                                                                           | 1902-1911 рр.    | с. Старий Скалат, вул. Л.Курбаса                                                                              | 762             | Рішення виконкому Тернопільської обласної ради від 22.03.1971 р. № 147                            |
| 22 | Могила актора Степана Курбаса (Яновича) і священика Пилипа Курбаса (батько і дід Леся Курбаса)                                             | 1914 р., 1908 р. | с. Старий Скалат, вул. Л.Курбаса, біля церкви, в куті                                                         | 1768            | Розпорядження Представника Президента України в Тернопільській області від 25.06.1992 р. № 148    |
| 23 | Пам’ятний знак воїнам-землякам, які загинули в роки Другої світової війни                                                                  | 1965 р.          | с. Старий Скалат, вул. Шевченка, біля школи                                                                   | 508             | Рішення виконкому Тернопільської обласної ради від 22.03.1971 р. № 147                            |
| 24 | Пам'ятний знак (насип курганного типу) воїнам Української Повстанської Армії                                                               |                  | с. Старий Скалат, кладовище                                                                                   | 1749            | Наказ управління культури Тернопільської обласної державної адміністрації від 18.10.2005 р. № 112 |
| 25 | Пам’ятний знак воїнам-землякам, які загинули в роки Другої Світової війни                                                                  | 1967 р.          | с. Хоптянка, центр                                                                                            | 691             | Рішення виконкому Тернопільської обласної ради від 22.03.1971 р. № 147                            |

## Пам'ятки монументального мистецтва
| №  | Назва                                                                            | Дата    | Адреса                        | Охоронний номер | Документ про взяття на облік                                           |
| -- | -------------------------------------------------------------------------------- | ------- | ----------------------------- | --------------- | ---------------------------------------------------------------------- |
| 1. | Пам’ятник державному і військовому діячу, гетьману України Хмельницькому Богдану | 1956 р. | м. Скалат, вул. Тернопільська | 525             | Рішення виконкому Тернопільської обласної ради від 22.03.1971 р. № 147 |